# Penthetria rufidorsalis
Penthetria rufidorsalis är en tvåvingeart som beskrevs av Guang Yu Luo och Yang 1988. Penthetria rufidorsalis ingår i släktet Penthetria och familjen hårmyggor. Inga underarter finns listade i Catalogue of Life.